# Iliosuchus
Iliosuchus („krokodýlí kyčel“) byl rod teropodního dinosaura, žijícího v období střední jury (stupeň bath, před zhruba 169 až 164 miliony let) na území dnešní Velké Británie.

## Popis
Šlo o malého dinosaura o délce kolem 1,5 metru, patřícího možná mezi tyranosauroidy.
Jedinými dosud objevenými pozůstatky jsou dvě kyčelní kosti (kat. ozn. BMNH R83) ze Stonesfield Slate v Oxfordshire. Kyčelní kosti připomínají některými znaky pánev tyrannosauroidů, zařazení však není jisté. Rod popsal německý paleontolog von Huene v roce 1932 a stanovil jediný dosud známý druh I. incognitus. V roce 1974 byl pojmenován další druh I. clevelandi, který byl však později přeřazen do samostatného rodu Stokesosaurus. Tento taxon je však znám pouze podle fragmentárního fosilního materiálu a jeho systematické zařazení je tak velmi nejisté.